# 필리프 고팽

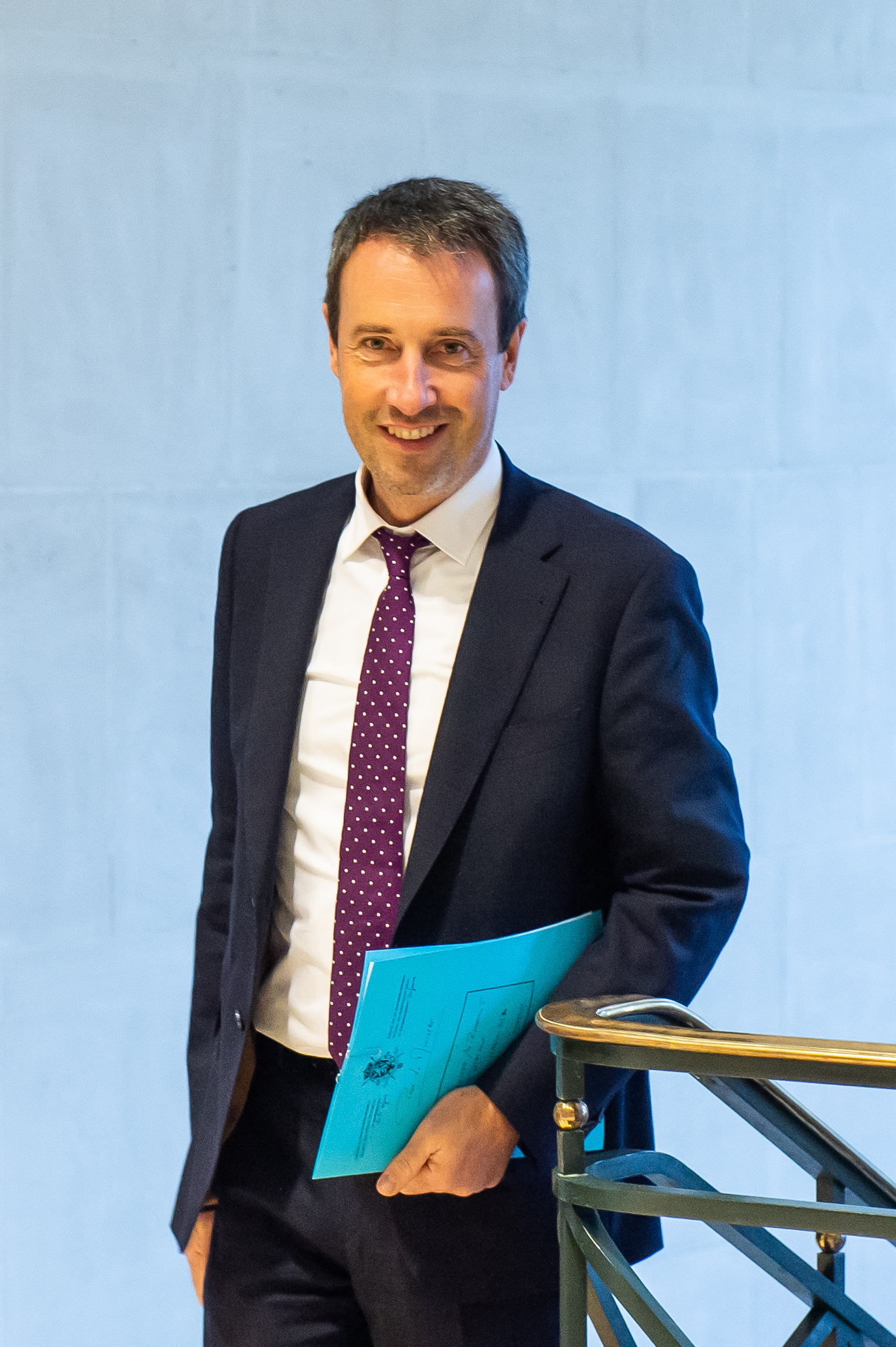

필리프 고팽(프랑스어: Philippe Goffin, 1967년 4월 1일 ~ )은 벨기에의 정치인으로 2019년 11월 30일부터 2020년 10월 1일까지 외무장관 겸 국방장관을 지냈다.

## 정치 경력
2019년 5월 26일에 치러진 총선에서 리에주주에 개혁운동(MR) 비례대표 3번으로 출마해 14,717표를 득표해 재선에 성공했다. 2019년 11월 12일 샤를 미셸이 개혁운동 대표직을 사임한 이후 전당대회에 출마했으나 1차에서 탈락했다.
2019년 11월 30일 유럽 연합 집행위원회 법무위원장으로 임명되어 물러난 디디에 레인데르의 후임 외무장관 겸 국방장관으로 임명되었다.
2020년 8월 아랍에미리트-이스라엘 협정을 두고 "중동의 평화를 위해 다가가는 길"이라고 환영했으며, 이스라엘의 서안 지구 합병안 폐기를 두고 양국 방안을 따라야 한다고 주장했다.